# Liblín
Liblín (německy Liblin) je městys v okrese Rokycany v Plzeňském kraji. Žije v něm 252 obyvatel.

## Historie
První písemná zmínka o městečku pochází z roku 1180.

## Obyvatelstvo
| Rok            | 1869 | 1880 | 1890 | 1900 | 1910 | 1921 | 1930 | 1950 | 1961 | 1970 | 1980 | 1991 | 2001 | 2011 | 2021 |
| -------------- | ---- | ---- | ---- | ---- | ---- | ---- | ---- | ---- | ---- | ---- | ---- | ---- | ---- | ---- | ---- |
| Počet obyvatel | 433  | 458  | 441  | 397  | 368  | 357  | 329  | 308  | 508  | 431  | 388  | 284  | 301  | 286  | 287  |
| Počet domů     | 61   | 62   | 62   | 64   | 70   | 69   | 71   | 71   | 64   | 61   | 53   | 44   | 75   | 51   | 78   |

## Správa městyse
Mezi lety 1869–1980 Liblín byl městysem a později obcí v okrese Kralovice (1869–1930), poté v okrese Plasy (1950) a později v okrese Rokycany. Od 1. dubna 1980 do 28. února 1990 patřil jako část města k Radnicím a od 1. března 1990 je opět samostatnou obcí. V letech 1869–1910 k městysi patřily Bujesily. Dne 18. dubna 2014 byl obci obnoven status městyse.

### Symboly městyse
Vlajka byla městysi udělena rozhodnutím předsedy Poslanecké sněmovny Parlamentu České republiky dne 28. listopadu 2000.

## Osobnosti
- Jan Jindřich Marek (1803–1853), obrozenecký kněz, spisovatel
- Jenny Schermaulová (1828–1909), malířka
- Karel Pergler (1882–1954), diplomat a politik

## Pamětihodnosti
- Hrad Libštejn, pravděpodobně postaven v letech 1360 až 1367 na vrchu Radomyšl nedaleko řeky Berounky, která se ovšem v té době ještě jmenovala Mže. Stavitelem královského hradu byl rytíř Oldřich Tista z Hedčan, hrad často střídal majitele, tím nejvýznamnějším byl pravděpodobně Albrecht Libštejnský z Kolovrat, svého času nejvyšší kancléř království českého. Hrad byl opuštěn pravděpodobně v roce 1583.
- Zámek Liblín, barokní zámek z let 1770–1780 na místě tvrze, v letech 1847–1857 zvýšený o patro a klasicistně upravený[9]
- Kostel svatého Jana Nepomuckého. Stavba kostela 1751–1753, původně se jednalo o kapli, ta byla roku 1754 povýšena na kostel a zároveň byla liblínská administratura povýšena na faru.
- Socha Ecce Homo. Pod statkem Obora nedaleko Liblína zůstal pouze prázdný podstavec, socha která zde stála od roku 1722, kdy jí dal vytesat tehdejší majitel panství Herkules Pius Montecuccoli, byla odvezena počátkem devadesátých let dvacátého století k opravě a zatím se na své místo nevrátila, viz Seznam kulturních památek v okrese Rokycany.
- Socha svatého Jana Nepomuckého na náměstí stojí od roku 1753, kdy ji zde nechal postavit bývalý majitel panství Montecuccoli.
- Železobetonový obloukový silniční most postavený v letech 1927–1929 podle návrhu inženýra Zdeňka Proška. Most o šířce 7,5 m a délce 138 m je od roku 2019 kulturní památkou.[10]